# Valsberget
Valsberget är en kulle i Finland. Den ligger i Närpes och landskapet Österbotten, i den sydvästra delen av landet, 300 km nordväst om huvudstaden Helsingfors. Toppen på Valsberget är 89 meter över havet.
Terrängen runt Valsberget är huvudsakligen platt. Runt Valsberget är det glesbefolkat, med 10 invånare per kvadratkilometer. Närmaste större samhälle är Östermark, 17,2 km söder om Valsberget. I omgivningarna runt Valsberget växer i huvudsak blandskog.